# Episodi di JAG - Avvocati in divisa (sesta stagione)
La sesta stagione della serie televisiva JAG - Avvocati in divisa, composta da 24 episodi, è stata trasmessa in prima visione negli Stati Uniti d'America dalla CBS tra il 3 ottobre 2000 e il 22 maggio 2001.
In Italia è stata trasmessa in prima visione da Rai 2.
| nº | Titolo originale                   | Titolo italiano                   | Prima TV USA     | Prima TV Italia |
| -- | ---------------------------------- | --------------------------------- | ---------------- | --------------- |
| 1  | Legacy: Part 1 e 2                 | Missione in Russia                | 3 ottobre 2000   |                 |
| 2  | Legacy: Part 1 e 2                 | Lascito                           | 10 ottobre 2000  |                 |
| 3  | Florida Straits                    | Rotta sulla Florida               | 17 ottobre 2000  |                 |
| 4  | Flight Risk                        | Voli a rischio                    | 24 ottobre 2000  |                 |
| 5  | JAG TV                             | Sfida televisiva                  | 31 ottobre 2000  |                 |
| 6  | The Princess and the Petty Officer | La principessa e il sottufficiale | 14 novembre 2000 |                 |
| 7  | A Separate Peace: Part 1 e 2       | Quella notte in Vietnam           | 21 novembre 2000 |                 |
| 8  | A Separate Peace: Part 1 e 2       | La strage degli innocenti         | 28 novembre 2000 |                 |
| 9  | Family Secrets                     | Segreti di famiglia               | 12 dicembre 2000 |                 |
| 10 | Touch and Go                       | Toccata e fuga                    | 9 gennaio 2001   |                 |
| 11 | Baby, It's Cold Outside            | Una carriera in gioco             | 16 gennaio 2001  |                 |
| 12 | Collision Course                   | Rotta di collisione               | 30 gennaio 2001  |                 |
| 13 | Miracles                           | Miracoli                          | 6 febbraio 2001  |                 |
| 14 | Killer Instinct                    | Istinto omicida                   | 13 febbraio 2001 |                 |
| 15 | The Iron Coffin                    | Bara d'acciaio                    | 20 febbraio 2001 |                 |
| 16 | Retreat, Hell                      | Il soldato Rivera                 | 27 febbraio 2001 |                 |
| 17 | Valor                              | Valore                            | 13 marzo 2001    |                 |
| 18 | Liberty                            | Libera uscita                     | 27 marzo 2001    |                 |
| 19 | Salvation                          | Redenzione                        | 10 aprile 2001   |                 |
| 20 | To Walk on Wings                   | Passeggiata fra le nuvole         | 24 aprile 2001   |                 |
| 21 | Past Tense                         | Passato prossimo                  | 1º maggio 2001   |                 |
| 22 | Lifeline                           | Rimpianti                         | 8 maggio 2001    |                 |
| 23 | Mutiny                             | L'ammutinamento                   | 15 maggio 2001   |                 |
| 24 | Adrift: Part 1                     | Alla deriva                       | 22 maggio 2001   |                 |

## Missione in Russia
- Titolo originale: Legacy: Part 1
- Diretto da: Terrence O'Hara
- Scritto da: Ed Zuckerman e Paul J. Levine

### Trama
Harm viene inviato in Russia come consulente legale per aiutare il locale governo, ma viene coinvolto dalla procura russa in una caccia a un trafficante di armi. Mac e Bud seguono la causa del Comandante Carlton, accusato di tradimento come spia; quando questi viene ucciso in un attentato, appare chiaro che il caso è più complicato del previsto. Mac e Clayton Webb si recano in Russia per indagare.

## Lascito
- Titolo originale: Legacy: Part 2
- Diretto da: Terrence O'Hara
- Scritto da: Ed Zuckerman e Paul J. Levine

### Trama
Harm e il Capitano Volkonov continuano a indagare sul traffico di armi e si recano in Cecenia; Harm conosce Sergei, che si rivela essere suo fratellastro, e quando questi viene accusato del traffico di armi lo deve difendere. Mac, Webb e l'agente Sokol (conosciuto negli Stati Uniti con il nome Falcon) devono sventare un attentato alla vita di Vladimir Putin, con l'aiuto di Harm e di Sergei.

## Rotta sulla Florida
- Titolo originale: Florida Straits
- Diretto da: Alan J. Levi
- Scritto da: Dana Coen

### Trama
Harm deve intervenire quando Il Capitano di Marina Berroa salva una ragazza di Cuba, naufragata durante il tentativo di raggiungere gli Stati Uniti; per farlo Berroa viola il limite delle acque territoriali dello stato comunista. Il Capitano è un cubano americano, e decide di fare di tutto per portare la ragazza negli USA, a costo di violare gli ordini del Segretario della Marina.

## Voli a rischio
- Titolo originale: Flight Risk
- Diretto da: Bradford May
- Scritto da: Jonathan Robert Kaplan

### Trama
Due piloti appena decollati con un F-14 precipitano e si schiantano al suolo; l'aereo era appena stato ricondizionato (come tanti altri dello stesso tipo) dalla ditta Frohl Technologies. Il responsabile della qualità, il Comandante Holtsford, viene individuato come responsabile dell'incidente, dovuto sostanzialmente a una colpevole politica di risparmio dell'azienda, la quale incentiva la velocità di esecuzione dei lavori a scapito della qualità. La deputata Bobbi Latham ottiene però l'immunità di Holtsford, in quanto vuole colpire la Frohl Tech, che sta per perfezionare un contratto milionario con la Difesa degli Stati Uniti. Comincia una fitta schermaglia tra poteri politici, interessi economici e corti di giustizia, nella quale Harm e Bud rappresentano la difesa di Holtsford e Mac e Brumby l'accusa.

## Sfida televisiva
- Titolo originale: JAG TV
- Diretto da: Scott Brazil
- Scritto da: Patrick Labyorteaux

### Trama
Il Guardiamarina Susan Kingsley viene arrestata per aver ucciso l'amante di suo marito, e il caso assume un'elevata valenza mediatica, in quanto il Segretario della Marina concede il permesso di trasmettere il dibattito in televisione. Mac, che sostiene l'accusa, si trova di fronte Juanita Ressler, che fu sua insegnante, un'avvocato molto famoso e molto abile. Harm si occupa del caso del Sottufficiale Palermo, suicida sulla portaerei Seahawk; la nonna del Sottufficiale mostra ad Harm alcune lettere inviatele dal nipote, che dimostrano come non avesse alcuna intenzione di togliersi la vita.

## La principessa e il sottufficiale
- Titolo originale: The Princess and the Petty Officer
- Diretto da: Alan J. Levi
- Scritto da: Mark Saraceni

### Trama
Il sottufficiale Elling ha illegalmente fatto entrare negli Stati Uniti una principessa di uno stato islamico, Fatima al-Amatula detta Fannie. I due si sono sposati, ma un giorno un commando di Polizia fa irruzione nella loro abitazione e arresta Fannie. La famiglia della ragazza vuole che torni a casa, e inoltre viene scoperto che ella è già sposata. Elling e Fannie affrontano quindi il tribunale, lui la Corte marziale, lei la Shari'a. Harriet ha le doglie e dà alla luce la bambina che attendeva, ma quest'ultima muore dopo pochi minuti, a causa di complicanze inattese.

## Quella notte in Vietnam
- Titolo originale: A Separate Peace: Part 1
- Diretto da: Jeannot Szwarc
- Scritto da: Stephen Zito

### Trama
L'Ammiraglio Boone, già CAG della Marina, viene proposto come Comandante in capo della 6ª Flotta, quando una telefonata anonima lo accusa di aver preso parte a una strage di civili nel 1968, durante la guerra del Vietnam. Il Segretario della Marina ordina a Mac di compiere le dovute indagini, affiancata da Harm, e intanto Boone viene sospeso dal servizio.

## La strage degli innocenti
- Titolo originale: A Separate Peace: Part 2
- Diretto da: Terrence O'Hara
- Scritto da: Stephen Zito

### Trama
Boone viene deferito alla Corte marziale, dove tutte le testimonianze paiono confermare l'accusa di strage. Harm deve chiedere aiuto a Clayton Webb per cercare di venire a capo della verità, quale essa sia.

## Segreti di famiglia
- Titolo originale: Family Secrets
- Diretto da: Bradford May
- Scritto da: Paul J. Levine

### Trama
Si avvicina Natale, ma non si tratta di un periodo lieto per molti ufficiali del JAG. Bud non si è rassegnato alla perdita di Sarah, la sua bambina, morta poco dopo la nascita, e cita in giudizio il ginecologo che ha assistito Harriet durante il parto. Harm riceve la notizia che il fratellastro Sergei è dato per disperso in Cecenia, ed è disposto a tutto per andarlo a cercare, anche uscire dal JAG. Brumby si licenzia dallo studio di avvocati dove lavora, in quanto avrebbe dovuto difendere il ginecologo citato in giudizio da Bud, e valuta se tornare nella Marina australiana. Mac, dopo averci pensato per 10 mesi, accetta la proposta di matrimonio fattale da Brumby.

## Toccata e fuga
- Titolo originale: Touch and Go
- Diretto da: James Whitmore Jr.
- Scritto da: Dana Coen

### Trama
Il Capitano Caitlin Pike, vecchia amica e collega di Harm, torna a Washington con l'intento di riprendere il suo incarico al JAG. Qui incrocia l'Ammiraglio Hollenbeck, proposto per l'incarico di Ispettore Generale; Caitlin racconta ad Harm di come 4 anni prima Hollenbeck, allora suo superiore diretto, l'avesse molestata sessualmente. Dopo poco tempo, il fatto trapela e viene riportato dalla stampa, e l'Ammiraglio Hollenbeck viene sottoposto a un'udienza preliminare. Caitlin viene coinvolta suo malgrado nell'inchiesta, dove Harm rappresenta l'accusa e il tenente Singer e il tenente Mattoni la difesa.

## Una carriera in gioco
- Titolo originale: Baby, It's Cold Outside
- Diretto da: Hugo Cortina
- Scritto da: Stephen Zito

### Trama
Harm si occupa della causa del sergente Craig, un ex istruttore dei Marines arrestato per aggressione. Nel 1975 a un plotone fece compiere una marcia forzata notturna in una palude, e due Marines morirono per ipotermia. Dopo qualche anno, fu arrestato per un'aggressione a un vicino di casa, e l'attuale sarebbe la terza imputazione, fatto che potrebbe portarlo a essere condannato all'ergastolo: Harm cerca di evitare che questa pena venga comminata a Craig. L'Ammiraglio Chegwidden è presidente di una commissione che deve stabilire le promozioni di alcuni ufficiali di Marina; il Segretario Generale gli raccomanda il capitano Lindsey, che per un breve periodo fu al JAG.

## Rotta di collisione
- Titolo originale: Collision Course
- Diretto da: Greg Beeman
- Scritto da: Jonathan Robert Kaplan

### Trama
Durante un'esercitazione navale della NATO nelle acque del Mar Egeo, una nave della Marina turca improvvisamente cambia rotta e si mette davanti a una nave americana, che non può evitare lo speronamento e la conseguente morte di 7 marinai turchi. La manovra imprevista della nave turca è provocata da una nave greca, che compie una manovra ostile verso la nave turca. Nella zona dell'esercitazione vi sono delle piccole isole contese tra i due stati, e la nave greca ha frainteso i movimenti della nave turca, dichiarando inoltre di non essere a conoscenza che fosse in atto una manovra NATO. La situazione è politicamente molto delicata, e gli Stati Uniti preferiscono scaricare tutte le colpe verso il Comandante della propria nave, piuttosto che ricercare il vero responsabile. Gli ufficiali del JAG cercano di far avere al Comandante un giudizio equo.

## Miracoli
- Titolo originale: Miracles
- Diretto da: Mark Horowitz
- Scritto da: Ed Zuckerman

### Trama
Il Sergente Maggiore Krohn viene arrestato con l'accusa di tentato omicidio ai danni della moglie. Egli viene trovato dalla Polizia accanto alla moglie ferita gravemente; Krohn si difende sostenendo di essere stato portato lì per tentare di salvarla dopo aver avuto una "visione" di un cappellano militare, morto in guerra del Vietnam, in odore di santità. Harm viene incaricato della sua difesa, Bud sostiene l'accusa.

## Istinto omicida
- Titolo originale: Killer Instinct
- Diretto da: Jerry London
- Scritto da: Mark Saraceni

### Trama
Il marinaio Cellucci cade in mare dalla portaerei Benjamin Harrison; viene ripescato ormai cadavere, e l'autopsia chiarisce che si è trattato di omicidio, non di morte accidentale. Harm e Bud, inviati sulla nave a indagare, individuano come maggior indiziato il Sottufficiale Duell, che era solito riprendere aspramente il marinaio. Ulteriori indagini rivelano che in passato, su altre due navi dove Duell aveva prestato servizio, avvennero episodi analoghi.

## Bara d'acciaio
- Titolo originale: The Iron Coffin
- Diretto da: Scott Brazil
- Scritto da: Paul J. Levine

### Trama
Il sottomarino americano Watertown, in missione segreta, assiste all'affondamento del sottomarino russo Vladivostok, causato da un nuovo tipo di siluro, rivelatosi difettoso. Il Capitano Volkonov, conosciuto da Harm in Russia, chiede aiuto ad Harm per capire cosa accadde al Vladivostok. Il rifiuto di fornire informazioni da parte del Comandante del Watertown suscita il malcontento dell'opinione pubblica russa, e per calmare gli animi la Russia invita alcuni giornalisti sul sottomarino Minsk, a cui si aggiungono Harm e Volkonov. Intanto Mac sta compiendo un viaggio a bordo del Watertown, in previsione di un eventuale impiego di donne marinaio sui sottomarini, viaggio che prevede l'osservazione in incognito proprio del Minsk. Quando sul Watertown ci si rende conto che il Minsk sta per lanciare il nuovo tipo di siluro difettoso, si pone il drammatico dilemma se avvisare il Minsk e rivelare la propria posizione, oppure assistere alla sua distruzione.

## Il soldato Rivera
- Titolo originale: Retreat, Hell
- Diretto da: Jeannot Szwarc
- Scritto da: Stephen Zito

### Trama
Mac è temporaneamente a capo del JAG e dà l'ordine a Galindez di andare a prelevare nel Nuovo Messico il soldato ispano-americano Rivera, arrestato con l'accusa di diserzione, ma appartenente all'eroica divisione che combatté nel bacino di Chosin, episodio della guerra di Corea. Il compito sembrerebbe semplice, ma improvvisamente l'auto con Galindez e Rivera a bordo viene attaccata da due uomini armati.

## Valore
- Titolo originale: Valor
- Diretto da: Terrence O'Hara
- Scritto da: Douglas Stark

### Trama
Una piccola imbarcazione tenta di assaltare e far esplodere una nave americana attraccata in un porto del Golfo Persico. L'attacco viene sventato e i terroristi uccisi, ma con sorpresa all'interno della barca viene trovata il Sergente dei Marines Joan Steele. La Steele era stata data per dispersa qualche giorno prima, quando si era allontanata dalla sua auto dopo aver assistito a un'esplosione. Le prime indagini rivelano come l'imbarcazione non si sarebbe potuta avvicinare così tanto senza possedere i codici di sicurezza, che la Steele conosce; essa viene quindi messa sotto inchiesta, per stabilire se si tratti di una traditrice, oppure (come da lei sostenuto) sia stata una manovra per far uccidere i terroristi con maggior facilità.

## Libera uscita
- Titolo originale: Liberty
- Diretto da: Jeannot Szwarc
- Scritto da: Larry Moskowitz

### Trama
Mikey, il fratello di Bud, viene arrestato con l'accusa di aver ucciso un messicano durante una rissa. Harm e Bud si recano a San Diego, dove Mikey è detenuto, per assumere la sua difesa. Tutte le testimonianze paiono essere contro di lui, starà quindi ad Harm e Bud, con l'aiuto del padre, Bud Senior, trovare un indizio che possa risolvere la situazione.

## Redenzione
- Titolo originale: Salvation
- Diretto da: Bradford May
- Scritto da: Ed Zuckerman

### Trama
La Polizia riapre il caso del Sergente Maggiore Krohn, condannato per aggressione alla moglie: una rapina avvenuta ai danni di una donna ha infatti le stesse modalità dell'aggressione subita dalla moglie di Krohn. Mac apre un regalo di nozze, proveniente dalla falegnameria del carcere di Leavenworth, e con sorpresa trova un coltello insanguinato, su cui sono presenti le impronte di Krohn. Harm si reca presso il carcere, dove è detenuto Krohn, il quale gli narra di una nuova apparizione in sogno del cappellano Wiggins; nel carcere, Harm trova il suo vecchio nemico, l'agente Clark Palmer, il quale sembra essersi redento, e anzi, anche lui ha visioni del Cappellano, che pare voglia indicare a Palmer dove trovare il vero colpevole dell'aggressione subita dalla moglie di Krohn.

## Passeggiata fra le nuvole
- Titolo originale: To Walk on Wings
- Diretto da: Michael Schultz
- Scritto da: Paul J. Levine e Jonathan Robert Kaplan

### Trama
I Deputati Harold Fetzer e Bobbi Latham compiono un volo sul convertiplano V-22 Osprey, ma durante un'operazione di lancio in mare di alcuni sommozzatori un'onda colpisce il velivolo, facendolo sobbalzare con violenza. Questo piccolo incidente è sufficiente a far convocare una commissione di inchiesta da parte della Latham, desiderosa di porre fine a tutti i costi al progetto di sviluppo del velivolo, da lei considerato inaffidabile. Il pilota del volo si assume tutte le colpe dell'accaduto, ma Harm compie lo stesso un'indagine, per cercare di capire la vera causa dell'incidente.

## Passato prossimo
- Titolo originale: Past Tense
- Diretto da: Bradford May
- Scritto da: Dana Coen

### Trama
Il Capitano Jordan Parker, ex ragazza di Harm, viene trovata morta nel suo appartamento. In un primo tempo pare si tratti di omicidio, ma la Polizia archivia il caso come suicidio. Harm non si dà per vinto, e con l'aiuto del Capitano Teresa Coulter porta avanti l'inchiesta della Marina, coadiuvato da Mac e da Bud.

## Rimpianti
- Titolo originale: Lifeline
- Diretto da: David James Elliott
- Scritto da: Larry Moskowitz

### Trama
Presso la villa dell'Ammiraglio Chegwidden si tiene la festa di fidanzamento di Mac e Brumby. Harm e Mac trascorrono gran parte della festa a parlare tra di loro, in veranda, per fare il bilancio del loro rapporto, tra momenti felici, momenti infelici, e tra molti, inevitabili, rimpianti.

## L'ammutinamento
- Titolo originale: Mutiny
- Diretto da: Mark Horowitz
- Scritto da: Nelson Costello e Ed Zuckerman

### Trama
Mac sta preparando una conferenza che deve tenere all'Accademia Navale; l'argomento è la nave USS Somers, che nel 1842 fu al centro di una vicenda controversa: il Capitano Mackenzie giustiziò tre marinai al suo comando, sospettati di organizzare un ammutinamento. Uno dei tre era il sottufficiale Spencer, figlio dell'allora Segretario della Guerra. Rientrato in porto, Mackenzie venne sottoposto alla Corte marziale, accusato di aver agito in modo quantomeno frettoloso nei riguardi dei tre giustiziati.

## Alla deriva
- Titolo originale: Adrift: Part 1
- Diretto da: Scott Brazil
- Scritto da: Dana Coen e Stephen Zito

### Trama
È la vigilia delle nozze tra Mac e Brumby, e tutti si ritrovano per il brindisi augurale; tutti tranne Harm, che ha le qualificazioni annuali, cioè una serie di test che deve effettuare per poter continuare ad avere l'abilitazione a pilotare gli F-14. Terminate le qualificazioni, parte immediatamente per raggiungere Mac e gli altri, in compagnia del Tenente Hawkes, ma durante il volo l'aereo manifesta alcune avarie, inoltre si scatena una forte tempesta: Harm e Hawkes perdono il controllo e devono eiettarsi.